# تيد وايت (مؤلف)
تيد وايت (بالإنجليزية: Ted White)‏ (4 فبراير 1938، واشنطن العاصمة في الولايات المتحدة)؛ كاتب، صحفي وروائي أمريكي.